# アストライオス
アストライオス（古希: Ἀστραῖος, Astraios, 英: Astraeus）は、ギリシア神話の星空の神である。その名は「星の男」の意。
ティーターンのクレイオスとポントスの娘エウリュビアーの子で、パラース、ペルセースと兄弟。エーオースとの間に、西風の神ゼピュロス、北風の神ボレアース、南風の神ノトス、さらに明けの明星エーオースポロスと星々をもうけた。アポロドーロスの著作では風と星をもうけたとあり、ヒュギーヌスの著作ではゼピュロス、ボレアース、ノトス、ファウォーニウスをもうけたとある。